# アイドル天使ようこそようこ
『アイドル天使ようこそようこ』（アイドルてんしようこそようこ）は、葦プロダクション、テレビせとうち制作のテレビアニメ。テレビ東京系列で1990年4月2日から1991年2月4日まで放送された。全43話。
『アイドル伝説えり子』に引き続き、実在のタレント田中陽子とタイアップして製作されたオリジナルアニメである。1980年代の大映ドラマを思わせる連続物のサクセスストーリーだった前作とは対照的に、基本1話完結の、現実より少し浮き上がったようなミュージカル仕立ての幻想的な作品である。かないみかの初主演作でもある。

## 作品解説

### 企画から放送開始まで
本作は前番組である『アイドル伝説えり子』（以下、えり子）の放送開始前から企画案が模索され、『えり子』が商業的に一定の成果を挙げるに従って後番組として具体的に詰められていった。当初は宝塚的なアイドル養成学校から巣立つドラマをぶらざあのっぽが主体となり企画していたが、『えり子』を踏襲する形でのドラマ展開が二番煎じになる可能性を懸念したヘッドスタッフが、全く別の観点からシリーズを構築しようと、企画を一度白紙に戻し、首藤剛志に依頼し直した。首藤剛志は基本設定の多くを提案し取りまとめ、スタッフリストでは「原案・構成」とクレジットされることになった。原題は「YOU LOVE ゆう子」で、ホリプロのタレントスカウトキャラバンで優勝したアイドル田中陽子とのタイアップが決定して主人公の名前は「ゆう子」から「ようこ」に変更された。主人公ようこのキャラクターは、「他との差別化ができるインパクト」「シルエットでようことわかる唯一無二なキャラ」が求められ、当初何を描いてもOKとならず、窮した結果、会議の席上で芦田がその場で描いた頭に輪っかをふたつつけた特異なシルエットが採用され、人形製作を想定していた金髪をそこで衝撃的なピンクに変更し、それを小林早苗（現・近永早苗）がアニメキャラクターとしてブラッシュアップし、アニメの製作がスタートした。
なお、田中は数点の原画の中から主人公キャラクターを選ぶ会議に出席したと後にツイッターにて語っている。
田中とのタイアップは前作に準じたもので、主役に同じ名前（田中ようこ）を付けること、オープニングとエンディング曲の起用、および本放送当時「ヨッキュンコーナー」と名付けられた1分程度の本人のPR映像がアニメ本編に続けて放送された。しかし、前作では田村英里子の楽曲がふんだんに使用されたのとは対照的に、本作では最終話を除くエンディングに田中本人の実写映像が挿入された以外にアニメそのものへの参加はほとんどなく、ようこが歌うシーンの大半は担当声優のかないみかがそのまま歌っていた。
なお、企画段階時での舞台は小説版のミンキーモモが引っ越したロンドンで、当時の理想的アイドルモデルとして意識したのは森高千里であることを首藤が後年語っていた。しかし首藤にはロンドン滞在経験があったものの、スタッフにはロンドンに縁が無いものも多く、首藤が渋谷に長年住んでいて親しみ深く、かつ構成しやすく、スタッフも比較的気軽に取材しやすいことから渋谷（SHIBUYA）が舞台地として決定した。

### 時代背景
本作が製作された当時は、経済的にはバブル景気が頂点に達した時期である。転売を目的とする地上げ屋の強引な土地買収が深刻な社会問題となり、株や土地の暴騰によって巨額の利益を得た企業や富裕層、一般市民までもがさらなる投資や高額商品・不動産の購入に走り、学生が繁華街で高級乗用車やバイクを乗り回す姿は決して荒唐無稽な風景ではなかった。社会全体が極度に高揚した時代といえる。
本作の田中陽子はわずか1年足らずで引退した。それとは対照的に、本作でサキの声と歌を担当した林原めぐみはこの後アイドル声優の代表的な存在となり、オリコンチャートベスト10に何枚もCDを送り込むことになった。
前作の『えり子』が大映ドラマを思わせる1970 - 1980年代型アイドルをベースにした古典的なサクセスストーリーなのに対し、本作では、主役のようこは最後まで生い立ちや家庭環境が語られないなどアイドルの神秘性を残しつつ、より身近なキャラクターへと変更された。ようこの性格は太陽に例えられ究極なまでに前向きで、降りかかる問題も悩むより先に行動を起こして解決していき、首藤作品には珍しい、終始前向きで明るいカラーに包まれた作品に仕上がった点に特徴があった。ようこたちと対立するキャラクターには星花京子が配され、典型的な1970 - 1980年代型アイドルとして描かれ、彼女には作られた虚像と実像のギャップやステレオタイプな家庭環境が語られている。しかし、ストーリーを通じてようこたちと和解し、太陽を分け与えられて歌い続けることになる。
アニメの製作に当たって、監督のアミノテツローとメインライターの首藤剛志は渋谷をベースにしたSHIBUYAの街全体を書き割りの舞台と捉え、それを強く意識した構成を取った。ミュージカルの観点から作中に表示される文字に日本語表記がほとんど無く、英語表記が多いのも本作の大きな特長である。また作品世界の幅を広げるために舞台俳優から声優、家庭の主婦といった脚本を本業としない人々にもシナリオを依頼したため、個々の話はバラエティに富み、かつ当時の世相を色濃く反映したものになり、「奔放かつ奇想天外な」印象を与えることになった。前作の『えり子』ではシリアス感を出すため専属のナレーションを導入したのに対し、本作では専属のナレーションは導入していない。
また、本作品の舞台であるSHIBUYAは渋谷をモデルにした架空の街であるが、ストーリー内では渋谷駅（主にハチ公口）や東急百貨店東横店、代々木公園、渋谷公園通り、SHIBUYA109、スペイン坂を始めとして、道玄坂に存在する名曲喫茶「ライオン」、カレーの店「ムルギー」（ただし放送当時の場所からは移転している）、1965年まで存在した恋文横丁、2003年まで存在した東急文化会館（天文博物館五島プラネタリウム）、2015年まで存在したこどもの城（青山劇場）など、現在も渋谷や渋谷付近に実在する、またはかつて実在していた様々な名所や施設、店舗などもたくさん登場しているのも特長的である。このほか渋谷には店舗は存在していないが、スポンサーにチヨダがついていたことから、同社が本放送当時に展開していた玩具量販店「ハローマック」もしばしば登場した。
このように首藤にとっては大変力の入った作品となったが、首藤は製作途中にストレスや病気などの諸事情で二度現場から離れ、結果として打ち切りによるストーリー構成の短縮となった。元々は52話の放送を予定しており、首藤の書いた脚本は60本が用意され、好評であれば60話まで延長する考えもあったという。本作品で使われなかった脚本の一部は魔法のプリンセスミンキーモモ（海モモ）で使用されている。
最終2話は舞台仕立てで構成され、最終話では笑顔が消え殺伐とした現実に覆われた未来社会で生きる気力を失いかけていた京子や長五郎に向かってようこがモニター越しに「希望」を示すというラストシーンで終わる。ただし、最終話の未来世界以降のラストシーンは首藤の脚本の指示に依るものではない。脚本には本編と同質なテーマではあるがサキの未来を暗示した部分もあるラストシーンがあった。しかし、アミノテツローによるインパクトのある本編のラストシーンのほうがよいと首藤も語っていた。
『えり子』に始まる、葦プロ・ビックウエスト・テレビせとうち製作のアイドルタイアップ作品のシリーズは本作をもって終了した。首藤剛志が描こうとした舞台仕立ての構成やアイドルの意味は、1994年に製作された『超くせになりそう』で更に踏み込んで描かれることになる。
一方、『えり子』から始まったテレビせとうち制作アニメ枠は、本作終了後も同時間帯でしばらく続いた。特に『ゲッターロボ號』を挟んだ翌々年の『花の魔法使いマリーベル』では同じ葦プロ・ビックウエスト・テレビせとうちによる製作だったほか、オープニングとエンディングにデビュー2年目のアイドル中嶋美智代（ミッチー）を起用しており、同じ愛称の「ミッチー」という名のアイドルが作中に登場する回もあった。
またテレビせとうちではないが、葦プロ・ビックウエストはその後も『ジャンケンマン』のミニコーナー (Cotton) や『マクロス7』 (Fire Bomber) のようなアイドルタイアップ作品をしばしば製作した。

### 放送終了後の展開
田中陽子の早すぎた引退とも相まって、本放送当時は特に話題にはならなかった。しかし、その後挿入歌集が発売され、署名活動によって全話レーザーディスクで発売された。また、有志で渋谷駅前にあるSHIBUYA109の大型テレビジョンを借り受け1時間に渡る街頭上映会をするなどのイベントも行われた。DVDもこの時代のアニメとしては比較的早期に発売されている。
また、かないみかと山寺宏一は本作での共演がきっかけで交際が始まり、放送終了の2年後の1994年に結婚した。
放送終了から10年後、渋谷において有志により放送終了10周年を記念してイベントが行われた。

## 製作中のエピソード

### 全員が主役
本作品はミュージカル仕立てのストーリーだったため、この時代のアニメとしては珍しく登場キャラクターのほぼ全員が何かしらのシナリオで主役を担っていたのが特徴的である。本作は田中ようこが主人公なので、ようこ主体のストーリーが圧倒的に多いものの、サキ主体（第20話「夏、私、元気です」、第34、35話「私のジュリエット」）、京子主体（第28話「ガラスの中のアイドル」、第37話「アイドルは知っている」）を始めとして、山下、原田、久美子、渋長、更には豊と亮の家族（主に兄と姉）主体のストーリーも作られた。

### リアルシナリオを追求
首藤は単なるアニメの演出だけに止まらず、1年間という四季を通じてメインとなるキャラクターに応じた問題（性格、心、戦争、環境、過去）などリアリティーをも徹底追求したシナリオを構成したため、本作品の脚本作りには通常のアニメの倍以上もの時間を要し、住居のある小田原と仕事場のある東京を頻繁に行ったり来たりの多忙な生活を送っていたという。そのために首藤自身では深く書けないシナリオについては様々な専門分野で活動する人々に脚本を依頼することになり、さらにリアルなシナリオを構成しミュージカル風に仕立てた。これが本作の奇想天外なストーリーの大元になっている。

### 音楽
本作品は元々ミュージカルを意識して製作された。しかし、資金的に劇中歌を作る余裕が無かったため、音楽はBGMとしてだけでなく劇中歌としても使える曲を、原案の首藤剛志や監督のアミノテツローが安藤高弘に要請して作られたものである。そのため、本作のBGMは全て詞を付ければすぐに劇中歌になるように配慮されて作曲されており、コミカルな曲からアダルトな曲、オーケストラ曲まで幅広く、曲数も非常に多いのが特長である。さらにそのBGMのほとんどがメロディーありとメロディー無しの2パターンが作られた。曲数は100曲を超え、資金節約から全ての曲が長時間かけて一括で収録された。そのためアニメでは珍しく追加収録は無かった。その他に「アイドル伝説えりこ」からの流用曲もあった。
曲数が100曲を超えることから1991年に発売されたサウンドトラックCDでは当時のCDの容量では全ての曲を収録することが不可能だったため、最も多用された曲のみが収録されるに止まっていた。その後は放送終了によりサウンドトラックCDの発売の予定も無かったが、1993年にレーザーディスク版が発売された際、特典として完全版サウンドトラックCD（3枚組）が配布された。しかし、流用曲や主題歌、劇中歌、ボーカル曲のカラオケバージョンなど一部の曲は著作権などの都合で収録されていない。

### 劇中歌
BGMは、首藤により多数のカセットテープにダビングされ、各話エピソードを書く予定の脚本家に前もって渡された。しかし、脚本家によるBGMへの作詞は首藤、ミュージカル好きな影山以外には、なかなか容易ではなかった。ようこが歌うバイエルの作詞は、アフレコスタジオ現場での首藤のアドリブ作詞だった。結果的に見れば、首藤以上に劇中歌は絵コンテを掌握できる監督のアミノテツローの作詞が一番多い。
本放送時はBGMにアミノテツローが詞を付けてそのまま使用したり、アレンジしたりして様々なキャラによる多くの劇中歌が作られ歌われた。シナリオによってはセリフを歌で表現した回もある。キャラが作品中で「歌」ではなく「曲」や「セリフ」に合わせて歌うというのは当時としては非常に斬新な手法である。ただし、いきなり本番では歌うことが出来ないため、アミノは前もって宿題として出演する声優陣にデモテープを渡して練習させていたという。歌の見本はアミノ自身が歌っていた。
劇中歌そのものは本放送のアフレコとは別録音だったため、マスターテープの所在が行方不明で現在は収録不可能になっており、前述の完全版サウンドトラックにも収録されていない。当時発売された本作品の記録媒体（DVD、LD、テープ）から劇中歌だけを抜き取ってCD化することも提案・計画されたが、これも技術的な問題などで断念している。そのため現在聞ける劇中歌は全てかないみかが歌っているアレンジ版のみである。このアレンジ版については1992年にCD化されている。
第21話「歌え！走れ！グランプリ」の中で歌われた「SHIBUYA F1グランプリのテーマ」は、数あるようこの歌の中でも唯一この話でしか歌われておらず、曲もここでしか使われていない。これについてはマスターテープが現存し、サウンドトラックへの収録も検討されたものの、安藤高弘の作曲ではなく音響監督の個人的なワークテープからの流用曲だったことから著作権が壁となり、結局CDには収録されなかった。
なお、現在ではセリフを歌で表現したりBGMに適当な詞を付けたりしても、セリフか歌かで著作権や声優のギャラ、番組制作などに大きく影響してしまうため、容易に作ったり歌ってもらうことが出来ず、この手法のアニメは作ることが出来ない。番組放送時に歌われたキャラクターによる劇中歌がCD化の要望があるのにもかかわらず、現在に至るまで再現できないのはこれが原因である。かないみかの歌うアレンジ版は「劇中歌」ではなく明確に「歌」としてCD化している。首藤も「ようこの手法やスタンスは今までに前例がなく、さらに著作権がウヤムヤな時代だからこそ作れたアニメで、このようなアニメはもう2度と作ることは出来ない」と語っていた。
この劇中歌の他にもボーカル曲が何曲か用意され、スーパーマリオブラザーズ ピーチ姫救出大作戦!の主題歌などを担当した元ホリプロ所属のバンドグループ未来童子のボーカル戸張寛之や新機動戦記ガンダムWのEDなどを担当した大石ルミ、空想科学世界ガリバーボーイのEDなどを担当した小坂水澄がボーカルに参加している。

### 山杜サキの受難
首藤によればサキの人気は「ようこに負けず劣らずだった」というが、スポンサーサイドからは激しく嫌われていたという。スポンサーサイドでの本作品の主役はあくまで田中ようこであり、ようこにはたくさんの玩具が用意されたが、サキはサブキャラクターの扱いで何も用意されなかった。なお、ようことサキがおもちゃの倉庫に住んでいたり、アイスクリーム屋やおもちゃ屋「ハローマック」を頻繁に登場させたのもスポンサーの意向や玩具製作に柔軟に対応するためである。
ところが、主人公のようこは実際の田中陽子とはキャライメージや性格が全然違っていたことや、肝心の田中陽子本人の人気も今ひとつだったために主人公のようこの人気も横ばいだったのに対して、サキは容姿や性格、さらに林原めぐみの声質がイメージ通りに重なって、ようこと同等かそれ以上に人気が出てしまい、物語の中盤に差し掛かる頃には玩具やグッズの売上にもかなりの影響が出てしまった。それを知ったスポンサーサイドがサキを出さないように圧力をかけ、それが出来なければスポンサーを降りて番組を打ち切らせることも示唆してきたという。首藤は「ようこそようこ 山杜サキ暗殺指令事件」と語っている。
スポンサーとは逆に、ようこ、サキ、星花京子、吉秋久美子の4人を主要人物、そしてその中でもようことサキを主役として設定を煮詰めていた首藤やアミノは「サキはこの物語には欠かせない大変重要なキャラクター、しかしスポンサーから見限られたら番組は成り立たなくなる」と、この圧力に大変悩み苦しんだという。サキに女優デビューさせて外国に出すか郷里に戻すかの設定変更も考えたものの、サキ無くして「ようこそようこ」は製作出来ないと決断した首藤はサキを生かすため、ある強行手段に出た。それは監督やスポンサーとの製作前の脚本打ち合わせ（いわゆる「本読み」）を出来なくするためにわざと病院に入院して雲隠れし、製作を続けるというものである。ただし、この頃の首藤は仕事のストレスや心労、それに伴うアルコール依存症などを抱えて極度の体調不良に陥っており、医師から即入院を宣告されるほど健康状態は最悪だったとプロデューササイドに本人が告げている。しかし、アニメスタイル「えーだば創作術」の「アイドル天使ようこそようこ」についての本人の記載によると、この入院までの過程は色々な事情があったようである。
首藤は病室にワープロを持ち込んで脚本を放送ギリギリに仕上げ、打ち合わせは病院の電話でできるだけアミノテツローのみと行い、出来た原稿をすぐに郵送、間にあわぬ時は製作スタッフに取りに来てもらい、スタッフがその日のうちに現場に持ち帰ってアミノテツローの了解のもと、すぐ絵コンテを切る…という、一歩間違えば放送に間に合わないくらいギリギリのリレー方式で作品が製作されたため、本作の製作現場は特に過酷な状況だったという。首藤は当時の制作現場スタッフに対して、申し訳なさと限りない感謝の気持ちを2010年当時も感じていたと語ることがしばしばある。また、サキが主役になった「私のジュリエット」は脚本だけで半年以上かけて制作されたものであり、不当な圧力をかけるスポンサーへの反感や反抗から生まれたシナリオだったとの噂もあるが、これは噂の域を出ない。
入院中はなるべく病室から出ないようにしていたものの、病院敷地内の移動はかなり自由だった。脚本以外の専門分野で活躍する人への依頼は、全て入院前に済ませていた。それらの脚本の直し、医師からの時間制限の病院外出許可が出る以前の予告篇を病院内で行っていた。長時間外出が許されてからは、可能な限りアフレコにも立ち会っていた。病室のベッドにテレビのなかった当時、男性病棟のテレビのある面会室では、少女向けアニメを見るチャンネル権を取ることが難しかったため、放映中の「アイドル天使ようこそようこ」を医者の許可を取って女性病棟階のテレビのある面会室で見ていた。

### 打ち切り
この制作方法が功を奏し、本作品の特長であるミュージカルらしさを強調させることやサキを最終回まで生かすことには成功した。しかし、視聴率や関連玩具の売上が振るわなかった所にアミノや首藤たちスタッフが上記のような勝手な行動でスポンサーの意向を完全無視した製作手段を取ったため、玩具メーカーを始めとしたスポンサーサイドの怒りは尋常なものではなく、スタッフだけでなく葦プロ本社にも苦情や賠償請求が殺到したという。なお、首藤はその事実は知らなかった。
結局1990年末には一部のスポンサーから一方的な降板を宣告され、制作費も大幅にカットされて番組制作が非常に困難になってしまい、アミノは悩んだ末に3月まで放送予定だったようこの製作を1月中に打ち切ることを決断する。このあたりの事情を首藤はあまり知らなかった。
41話の後も52話まで冬から春への移り変わりをテーマに様々なシナリオ原案を作っており、脚本を製作する準備を整えていたが、42話から50話までの原案は使われることは無く、51、52話で使われるはずだった「不思議の街のアリスたち」を42、43話に使わざるを得なくなってしまった。
また、元は4月からの放送予定でこの時はまだ製作が始まったばかりだった後番組のゲッターロボ號は、ようこの放送打ち切り決定によって急遽前倒しで放送されることになり、昼夜問わずの突貫作業で製作が進められた。それでも2月初頭からの放送は困難と判断し、ようこは2月4日まで放送を続けることになった。こうして「ようこそようこ」は2月4日の第43話放送を以て当初予定の52話より9話少ない形で終了し、ゲッターロボ號は翌週の2月11日より放送を開始している
。

## ストーリー
シンガー志望のようこと女優志望のサキは、上京する新幹線の中で出会って意気投合し、東京へとやってきた。しかし何のあてもない二人は、とりあえずスカウトされるためにSHIBUYA（≒渋谷）に行き、野宿をしながら機会を待つ。そして怪しげなビデオ女優のスカウト活動をしていた原田を巻き込み、弱小芸能事務所「アイスター」に半ば強引に売り込んでその一員となる。こうしてSHIBUYAを舞台に二人の不思議の街のアリスの物語が始まる。

## 登場人物
首藤剛志は登場人物の中で、ようことサキを主人公、ようこ、サキ、京子、久美子を主要人物として設定している。

### アイスタープロダクション
SHIBUYAに事務所を構える弱小プロダクション。経営はいつも火の車で、ようことサキが入るまでは久美子のみが所属していた。原田いわく「他にもスカウトしたい人物はいる」が、経営状態が芳しくないため久美子、ようこ、サキの3人で精一杯の状態である。ただし、ストーリー内でオーディションを行っているシーンがある。
田中 ようこ（たなか ようこ）
声 - かないみか
本作品の主人公。愛称はヨッキュン。
ラジオで聞いた音楽と歌に感動し、シンガーになりたいために山奥の故郷からSHIBUYAにやってきた14歳の少女。口癖は「ようこの「よう」は太陽の陽」。
大きな輪に黄色いリボンが2つ付いた不思議なピンク色の髪型が特長。
純粋かつアクティブ的で、物怖じしないプラス思考な性格。さらに容姿端麗、運動神経抜群、学力優秀に加え、持ち前の明るさとポジティブ思考、太陽のような笑顔と歌声でSHIBUYAの住人に希望を与える存在になる。ただし山奥の田舎から上京したためか、上京したての頃はトップアイドルの「星花京子」を全く知らない、アイスクリームを食べたことが無いなど、都会の常識や時事には疎い一面がある。また、規則を「掟」、母親を「母君様」と呼ぶなど古風な一面がある。
実家はお金持ちらしく、番組初期に銀行で自分のキャッシュカードを使用したところ、凄まじい大金が出金されたシーンが見られた。
物語中盤より「アイスタープロダクション」所属のアイドルとしてデビューを果たし、持ち前の明るく純粋な性格や天使のような歌声で日本中を魅了させる。
シンガー志望であるため、歌うシーンが格段に多いのが特長。ほとんどはかないみか本人が歌っているが、ごく初期のみ田中陽子が歌っているシーンがある。
番組放映当初は過去や出身地などは一切明らかにされていなかったが、実は邪馬台国から続く四国の隠れ里の出身で、古代人（卑弥呼）の末裔であることが後に首藤によって明かされた。四国出身なのは田中陽子が徳島県出身であることに由来している。
彼女との会話では「ハイ！○○です。」や「○○だと思います。ハイ！」、「ハイ？○○ですか？」などと、ほぼ必ず敬語であり、「ハイ！」あるいは「ハイ？」が付くのが特長。これは「ようこはどの人物とも公平に仲良くする（無視したり嫌ったりしない）」という意味合いから付けられたものである。当時首藤はかないに「ハイ」は全て違った意味合いを持つように演技して欲しいと指導したと語っていた。
主役のようことサキの担当声優は企画段階からかないみかと林原めぐみにほぼ決まっていたという。当時かないみかは声優活動だけでなく劇団目覚時計に所属して積極的に舞台活動を行っており、林原もまた演技力では特に高い評価を得ていて監督のアミノテツローからも絶賛されていた。この2人が、即興で歌が歌える、ミュージカルのような柔軟な演技力があるなど、首藤がミュージカル主体のアニメを作る際の条件にピタリと当てはまり、すんなり決まったという。
山杜 サキ（やまもり サキ）
声 - 林原めぐみ
女優を目指すため、SHIBUYAにやってきた15歳の家出少女。首藤いわく「もう一人の主人公」。
ようこに負けず劣らずのかなりの美少女で、大きな赤いリボンと姫カットにした青いロングヘアーが特長。ようことは東京行きの新幹線の中で出会った。
芸能関係の時事には敏感でミーハーな一面があり、常にデータブックを所持している。SHIBUYAを上京先に選んだのも彼女で、データブックの「ここに来れば、何かに会える」と言う言葉を信じてようこと共に公園通りにやってきた。
反面、ようことは対照的に引っ込み思案で内向的な大人しい性格であり、ネガティブ思考が強く、ようこの言動に振り回されることもしばしば。口癖は「お先真っ暗のサキ」。しかし、他人や友人の助力を決して宛てにせず、できる限り自分の努力で女優になる事を決心して日々行動しているなど、その場の雰囲気に流されることは少なく芯はしっかりしている。
「おっちょこちょいで運動神経が鈍い」は本人の弁だが、暗算が得意という意外な一面を持つ。
普段はビル清掃や窓拭きなどのアルバイトに精を出し、アルバイトが無い日や時間がある時は自宅で芝居の自主稽古に勤しんでいる（ストーリー後半ではアクターズスクールに通っている描写もある）金銭感覚はしっかりしているようで、いざという時のために多数のクレジットカードなどを作っており肌身離さず所持している。ただし、実家の親元に請求が行くため安易には使えないためか、本作中で使う描写は無い。
食べ物の好き嫌いはないが、辛い食べ物（辛口カレーなど）が苦手である。また、ロック音楽も好きなようで、劇中ではインディーズ系ロックバンド「メガフォース」のライブコンサートにようこを誘っている。
彼女が女優を志願したのは内向的な性格を直すのと、大勢の人の前に立つと足がすくんで何も言えなくなる対人恐怖症を克服したいため。ただし、小学生の頃に着ぐるみのお芝居に出演したことがある。この時は着ぐるみで自身の顔が見えなかったために演技には問題が無かった。
初期の頃はごく普通の平凡な少女として描かれていたが、ようこと一緒に暮らすうちに人間的、精神的に成長していき、後半の「私のジュリエット」ではロンドンミュージカルの巨匠ライオネル・ウェーバー（声 - 肝付兼太）主宰のミュージカル「ミス・ジュリエット」の最難関オーディションを補欠ながらも見事に突破し、レギュラー入りこそは逃したもののウェーバーに才能と素質を見出されるまでに成長する。ようこのような天才的な資質や京子のようなカリスマ性を持たない平凡な女の子である彼女がストーリーを通じて最も成長したと言える。
最終的には「アイスタープロダクション」からプロデビューする予定で、その際彼女にも「サキューン」という愛称が付けられる予定だったが、その前に番組が打ち切られてしまったため実現しなかった。
元々女優志望のため、ようこと比較して歌うシーンは多くはないが、サキ自身が主役となった「私のジュリエット」では「水たまりの太陽」をソロで歌っている。
サキもようこ同様に過去や出身地は不明だったが、こちらも後に首藤によって京都府出身であることが明かされた。これは後述のモデルになった女性の出身地が由来となっている。
ようこは実在する田中陽子から生まれたキャラクターであるが、サキもまた実在する人物がモデルになっている。モデルになった女性は現在も舞台女優として活躍している滝花幸代で、彼女はサキと同じく女優を目指すために1985年に18歳で京都府福知山市から単身で東京に上京してきた人物である。滝花はかないみかと親友で、1986年から1991年まで5年間、かないと同じ劇団目覚時計に所属して共演しており、その仲のよさは正に「ようことサキ」のような間柄だったという。サキと滝花は境遇や環境がよく似ており、また滝花とサキ役の林原は同い年でお互いが身近な存在だった。さらに滝花は劇団では女優だけでなく、文才豊かで演劇の脚本も幾つか担当していたことから本作品でも第4話と第35話で脚本を書いており、首藤は「かないさんと滝花さんの存在、そして林原さんの演技力がサキというキャラクター像を決定付けた」と語っている。
ムー
声 - 鈴木勝美
常にようこと一緒にいるペットの子供のムササビ。鳴き声は「ムー」。ようこたち人の言葉や気持ちを理解することが出来る。空を飛ぶことはできるもののムササビ飛行免許がまだ仮免許のため失敗も多く、よく空を飛ぶ練習をしている。
山下 秀樹（やました ひでき）
声 - 鈴置洋孝
弱小芸能事務所「アイスタープロダクション」社長。通称は「社長」で、ようこからは「社長さん」と呼ばれている。若い頃はSHIBUYAで原田や久美子とバンド「ムーンライト・キッス」を組み、エレキギターを担当していた。新人賞を受賞したもののその後は売れず、解散して3人で「アイスタープロダクション」を結成し、現在の地位に甘んじている。飄々とした性格で、ようこやサキと出会うまでは何事にも興味がなく物事を斜陽的にしか見ていない節があったが、2人に出会ったことで再び芸能界への情熱を取り戻し、本来の性格の中に野心的な一面を見せるようになる。普段はやる気がなくだらしのない態度を取っているが、いざという時には社長らしい毅然とした態度や行動を起こすため、ようこ、サキたち事務所内の人間からの信頼はとても厚い。久美子に好意を寄せているが性格上なかなか言い出せず、一時期は同じく好意を持っていた原田と久美子を巡って険悪な仲になったこともある。
原田 俊雄（はらだ としお）
声 - 大滝進矢
「アイスタープロダクション」のマネージャー兼スカウトマン。若い頃は山下、久美子と共にバンド「ムーンライト・キッス」を組み、サックスを担当していた。おっちょこちょいな性格でようことサキが来る前はアダルトビデオらしき怪しげな作品の女優のスカウトもやっていたが、2人が「アイスタープロダクション」に入ってからは2人を売り込むためにマネージャーとしても日々努力している姿が見られる。また、ロマンチストな面があり、バンド名の「ムーンライト・キッス」を考案したのも彼である。山下と同じく久美子に好意を寄せ、一時は久美子を巡って山下と険悪になったこともあった。とても温厚な性格で滅多に怒らないが、山下と険悪な状態になった時は彼の行動に激高して殴り合いのケンカに発展するほどの激情的な姿を見せた。
吉秋 久美子（よしあき くみこ）
声 - 島津冴子
「アイスタープロダクション」所属の女優。若い頃は山下、原田と「ムーンライト・キッス」を組み、ボーカルを担当していた。ようこやサキよりも前にSHIBUYAに迷い込んだアリスで、2人の良き大人、良き先輩として様々なアドバイスをしたり面倒を見たりしている。山下に好意を寄せているが、本人がいつまでたっても好意的なそぶりを見せてくれないためヤキモキしている。これが原因で一時は大手レコード会社の御曹司と結婚しそうになるが、結婚式会場に殴り込んだ山下と原田によって破談させられ、再び元の関係に戻った。

### マリンテラスプロダクション
日本でも有数の大手芸能プロダクション。星花京子を積極的に売り出している。
星花 京子（ほしはな きょうこ）
声 - 水谷優子
日本を代表する15歳のトップアイドル。愛称はホッキョン。
大人気アイドルがゆえにプライドが高く、ファンからの受け答えにも寛容に見られがちであるが、本来は素朴かつ素直な人柄で繊細な心を持つ。口癖は「私って不幸」。
性格はとても真面目で仕事には真剣に打ち込む。どんなに疲れていても弱音を吐かずに仕事をこなしている姿が様々な回で描かれている。
しかしその反面、自分自身の実力をよく自己分析していて、自分の人気と自身の持つ歌唱力や演技力の低さを常に自覚しており、深い悩みや葛藤、ギャップ、ジレンマなどを抱えている。時には、それが原因で人気アイドルとしての大きなプレッシャーに耐え切れずに失踪騒ぎを起こしてしまうこともあった。
それゆえ、ようこと出会った頃は彼女への劣等感や嫉妬心から何かと対立することが多かったが、お互いに本音を話すうちに徐々に打ち解けていき、彼女も後半では人間的にも精神的にも大きくなり、ようことは良き親友となる。
本編の最終回では、50年後も世界中に希望を与えるアイドル歌手として活躍している姿が描かれている。
東北地方出身で郷里に「へーちゃん」というボーイフレンドがいる。冬の生まれだったが、アイドル的なイメージから夏生まれにされた経緯がある。
ようこそようこの主題歌や挿入歌はほとんどが声優ではなく田中陽子本人か別の歌手が歌っているが、彼女の持ち歌である「憂鬱ボーイフレンド」だけは唯一水谷自身が歌っている。
伊集院（いじゅういん）
声 - 鈴木勝美
　前作「アイドル伝説えり子」からのゲストキャラの一人。本作では星花京子のマネージャーを勤めている。いつも京子の性格に振り回されている苦労人だが、誰よりも京子の本音と本当の姿を知っている良き理解者でもある。

### SHIBUYAの住民たち
おもさん
声 - 緒方賢一
ようことサキが居候しているおもちゃ倉庫の管理人。「おもさん」は愛称で本名は不明。とても温厚な子供好きの老齢のおもちゃ職人。久美子も幼い頃にSHIBUYAに迷い込んだ際、彼に出会って助けられている。古くなったおもちゃを新品のように修理するのはお手の物で、おもちゃを見ただけで持ち主がどれだけ幸せかを感じ取ることが出来る。おもちゃの修理の他に自家製アイスクリームを作るのも趣味で、常日頃からみんなが心から幸せになれる美味しいアイスクリームを作るために日々研究している。倉庫の前にアイスクリームショップを開店させるのが夢であり、第20話「夏、私、元気です」で新作のアイスクリームの製造に成功したことで念願のアイスクリームショップ開店の夢を実現させた。
徳大寺 豊（とくだいじ ゆたか）
声 - 松本保典
日本を代表する大財閥「徳大寺コンツェルン」の御曹司で16歳の次男坊。速水亮とは友人で高級車（ポルシェ・964らしきオープンカー）に乗り、常に隣に美女を侍らせている。家の力に頼りがちで何でもお金で解決するタイプだが、ようことサキを陰ながら見守る「あしながおじさん」的な人物でもある。松雄と言う兄がいる。
速水 亮（はやみ りょう）
声 - 関俊彦
「徳大寺コンツェルン」と双璧を成す大財閥「速水財閥」の御曹司で16歳。ようこやサキをSHIBUYAのバー「arisu」に誘った人物。徳大寺豊とは友人の間柄だが、常に一人で行動する孤高なタイプで外国製の高級バイクを乗り回している。豊と同じくようことサキを陰ながら見守っている。喧嘩も強く、ようこサキが暴走族の集団に襲われそうになった時に助けている。濤子と言う姉がいる。
渋谷 長五郎（しぶや ちょうごろう）
声 - 西村知道
SHIBUYAの治安維持や活性を目的とする「SHIBUYA活性会」の会長を務め、治安と平和を守るために子分の安、全、第一を引き連れて毎日のように街を練り歩いている。通称は「渋長」。登録番号は「893」。巨体でドスの効いた野太い声、顔面に深い傷を持ち、強面かつ凶悪面のため、一見怖そうな人物だが、性格は明るくひょうきん。また、正義感が強くて人情味溢れる性格のため人気や人望が厚く、ようこやサキ達SHIBUYA住民や子分からも大変慕われている。ユーモア感もあり、ようこに「ヨッキュン」と言う愛称を付けたのも彼である。SHIBUYAにやって来たようことサキを一目見て気に入り、以降は2人の大きな支えになっている。SHIBUYA生まれ、SHIBUYA育ちの生粋のSHIBUYA住人で、戦争で実の母親と生き別れた過去を持つ。第23話「戦争は知らない」では、戦時中の幼い頃に東京大空襲に遭って空襲から逃げている際にはぐれて生き別れになってしまった母親の真理亜（声 - 麻生美代子）と45年ぶりの再開を果たし、その際に本名が「マコト」であることが明かされている。
安（ヤス）
声 - 山口勝平
全（ゼン）
声 - 小野健一
第一
声 - 山寺宏一
3人とも「SHIBUYA活性会」の会員で親分の渋長とともにSHIBUYAの平和を守っている。3人合わせると「安全第一」になる。
作（さく）
声 - 小野健一
SHIBUYAに住む名ピアニスト・作曲家。普段はバー「arisu」でピアノを引いている。無類の酒好きで、酒を飲んで酔わないと曲が作れない。また、無添加・無農薬の自然栽培のトマトやそのトマトを使ったトマトジュースが大好物で朝の体操の後に欠かさず飲むのを日課としている。普段はのほほんとしているが、良質な曲を作曲する作曲家で芸術家思考が強く、曲に対するプライドが非常に高い。故にプロダクションに所属するアイドル歌手を快く思わず「ビニールハウスの即席トマト」と軽蔑して毛嫌いしており、気に入った歌手にしか曲を作らないためか滅多に曲を作らず「作曲家の化石」と呼ばれている。最初にようこと出会った時は良好な関係だったが、原田の説明でプロダクションに入っていることを知るやいなや激怒し一時は険悪な関係になった。しかし、代々木公園でリチャード（声 - 沢木郁也）が演奏する曲をようこが歌い、全ての生き物に心が通じるようこの歌声を偶然聞いた事でようこに対する印象を改め、曲を提供した。
蔵人（クロード）
声 - 山寺宏一
フランス人画家の祖父を家系に持つクオーターで、インディーズバンド「メガフォース」のボーカルを務める青年。表向きはSHIBUYAのライブハウスでバンド活動をする傍ら、かつて祖父が描いた「赤い顔の女」の贋作を強欲な資産家の宝田（声 - 飯塚昭三）が手に入れて悪用しようとしていることを知り、それを阻止するため裏では祖父の贋作を宝田から盗み出すための泥棒をしている。盗みに失敗して宝田の屋敷から逃走する最中にようこと出会い、共感を受けたようこと仲間たちの協力を経て宝田にトラップを仕掛け、手薄になった宝田の屋敷にようこと共に再度忍び込む。当初は祖父の描いた贋作のみを盗む予定であったが、ようこの機転で監視カメラの映像を遮る事ができ、本物の「赤い顔の女」も手に入れることに成功した。なお、彼の持ち歌である「クレッセント・ハーツ」は山寺ではなく戸張寛之が歌っている。

## スタッフ
- 製作：佐藤俊彦（葦プロダクション）（第1話 - 第3話）
- 企画：大西良昌（ビックウエスト）、佐藤俊彦（第4話 - 第43話）
- 制作：土田民也（ビックウエスト）、梅原勝
- 原案・構成：首藤剛志
- キャラクターデザイン：近永早苗（スタジオライブ）
- 美術監督：田中資幸
- 色彩設定：安藤智美、大貫けいこ
- 音響監督：田中英行
- 撮影監督：福田岳志
- 音楽：安藤高弘
- 監督：アミノテツロー
- プロデューサー：三好雅彦（第1話 - 第26話）→岡崎千代（第27話 - 第43話）（テレビせとうち）、田口智幸（ビックウエスト）、下地志直
- 編集：古橋宏、松村将弘、辺見俊夫
- 協力：ホリプロ
- 製作：テレビせとうち、ビックウエスト、葦プロダクション

## 主題歌
オープニングテーマ
「陽春のパッセージ」
歌 - 田中陽子 / 作詞 - 森雪之丞 / 作曲 - 岡本朗 / 編曲 - 鷺巣詩郎
エンディングテーマ
「一人にさせない」
歌 - 田中陽子 / 作詞 - 許瑛子 / 作曲 - 山口美央子 / 編曲 - 鷺巣詩郎
「陽のあたるステーション」（最終話）
歌 - 田中陽子 / 作詞 - 田口愛 / 作曲 - 山口美央子 / 編曲 - 鷺巣詩郎

## 挿入歌
劇伴に歌詞を付けた曲を除く。また、田中陽子の持ち歌に関しては当人の項を参照。
「憂鬱ボーイフレンド」
歌 - 水谷優子 / 作詞 - 水谷啓二 / 作曲 - 高槻真裕 / 編曲 - 安藤高弘
水谷演じる星花京子の持ち歌という設定。
「クレッセント・ハーツ」
歌 - 戸張寛之 / 作詞 - 水谷啓二 / 作曲 - 高槻真裕 / 編曲 - 安藤高弘
「SINGING QUEEN」
歌 - 小坂水澄 / 作詞 - 水谷啓二 / 作曲 - 石川kanji / 編曲 - 安藤高弘
「君はオリジナル」
歌 - 大石ルミ / 作詞 - 水谷啓二 / 作曲 - 石川kanji / 編曲 - 安藤高弘

## 各話リスト
| 話数 | 放送日        | サブタイトル                | 脚本                | 絵コンテ       | 演出       | 作画監督          |
| ---- | ------------- | --------------------------- | ------------------- | -------------- | ---------- | ----------------- |
| 1    | 1990年 4月2日 | ようこそIN公園通り          | 首藤剛志            | アミノテツロー | 鈴木敏明   | 近永早苗          |
| 2    | 4月9日        | 歌声はバイエルで            | 首藤剛志            | 栗山美秀       | 岡田聡     | 林委千夫 川村敏江 |
| 3    | 4月16日       | すてきなロフト              | 首藤剛志            | 吉田健次郎     | 吉田健次郎 | 村田美樹子        |
| 4    | 4月23日       | トマトの朝は歌声で          | 滝花幸代            | 倉井さとし     | 羽生頼仙   | 小森高博          |
| 5    | 4月30日       | 真夜中のライブ              | 影山由美            | ますなりこうじ | 加戸誉夫   | 山内則康          |
| 6    | 5月7日        | 響け! 心のバイオリン        | 渡辺誓子            | 鈴木敏明       | 鈴木敏明   | 近永早苗          |
| 7    | 5月14日       | さびしがりやの町のかみさま  | 川崎裕之            | 藤本義孝       | 藤本義孝   | いとうくみこ      |
| 8    | 5月21日       | すてきなハンズロフト        | 首藤剛志            | 吉田浩         | 吉田浩     | 小森高博          |
| 9    | 5月28日       | すてきなカンちがい          | 影山由美            | 倉井さとし     | 羽生頼仙   | 山内則康          |
| 10   | 6月4日        | ようこそ湯－トピア          | 田哲平              | 加戸誉夫       | 田崎布夫   | 近永早苗          |
| 11   | 6月11日       | スペイン坂の雨              | 島田満              | 鈴木敏明       | 鈴木敏明   | いとうくみこ      |
| 12   | 6月18日       | 魔女は月の夜に              | 戸澤幸子            | 藤本義孝       | 山口美浩   | 小森高博          |
| 13   | 6月25日       | 愛の交換日記                | 渡辺誓子            | 研次郎         | 研次郎     | 山内則康          |
| 14   | 7月2日        | 暗記と恋のAtoZ              | 中弘子              | 羽生頼仙       | 岡田聡     | 村田美樹子        |
| 15   | 7月9日        | 翼に夢を乗せて              | 花園由宇保          | 鈴木敏明       | 鈴木敏明   | 近永早苗          |
| 16   | 7月16日       | 小さな星空の奇跡            | 影山由美            | 倉井さとし     | 羽生頼仙   | 村田美樹子        |
| 17   | 7月30日       | アイドルへの道Part1         | 島田満              | 加戸誉夫       | 加戸誉夫   | 山内則康          |
| 18   | 8月6日        | アイドルへの道Part2         | 島田満              | 研次郎         | 研次郎     | 小森高博          |
| 19   | 8月13日       | ようこそ夏の雪ダルマ        | 田哲平              | 藤本義孝       | 藤本義孝   | いとうくみこ      |
| 20   | 8月20日       | 夏、私、元気です            | 首藤剛志            | 鈴木敏明       | 鈴木敏明   | 村田美樹子        |
| 21   | 8月27日       | 歌え!走れ!グランプリ        | 佐藤茂              | アミノテツロー | 加戸誉夫   | 近永早苗          |
| 22   | 9月3日        | 公園通りの動物園            | 花園由宇保          | 加戸誉夫       | 加戸誉夫   | 山内則康          |
| 23   | 9月10日       | 戦争は知らない              | 星川泰子            | 研次郎         | 研次郎     | 小森高博          |
| 24   | 9月17日       | グランパの逆襲              | 浜田金広            | 羽生頼仙       | 羽生頼仙   | いとうくみこ      |
| 25   | 9月24日       | ニュートレンディを探せ!     | 影山由美            | 倉井さとし     | 岡田聡     | 林委千夫          |
| 26   | 10月1日       | スターを探す男              | 渡辺誓子            | 鈴木敏明       | 鈴木敏明   | 村田美樹子        |
| 27   | 10月8日       | ようこそカレー行進曲        | 佐藤茂              | 加戸誉夫       | 加戸誉夫   | 近永早苗          |
| 28   | 10月15日      | ガラスの中のアイドル        | 首藤剛志 花園由宇保 | 研次郎         | 研次郎     | 小森高博          |
| 29   | 10月22日      | レッスンアンダーザスカイ    | 浜田金広            | 藤本義孝       | 藤本義孝   | 山内則康          |
| 30   | 10月29日      | 歌声でタイホして            | 影山由美            | 鈴木敏明       | 鈴木敏明   | 林委千夫          |
| 31   | 11月5日       | シネマパニックパラダイス    | 首藤剛志 田哲平     | 栗山美秀       | 岡田聡     | 川村敏江 三島利佳 |
| 32   | 11月12日      | アイStar危機一髪            | 島田満              | アミノテツロー | 羽生頼仙   | 村田美樹子        |
| 33   | 11月19日      | 恋文横丁からの手紙          | 星川泰子            | 加戸誉夫       | 加戸誉夫   | 近永早苗          |
| 34   | 11月26日      | わたしのジュリエットPART1   | 首藤剛志            | 吉田健次郎     | 吉田健次郎 | 小森高博          |
| 35   | 12月3日       | わたしのジュリエットPART2   | 首藤剛志 滝花幸代   | 鈴木敏明       | 鈴木敏明   | 山内則康          |
| 36   | 12月10日      | 猫子ちゃんのユウウツ        | 首藤剛志 戸澤幸子   | 藤本義孝       | 藤本義孝   | 林委千夫          |
| 37   | 12月17日      | アイドルは知っている        | 首藤剛志            | 山田智美       | 岡田聡     | 川村敏江          |
| 38   | 12月24日      | 地球の酸素がなくなる日      | 小山茉美            | 加戸誉夫       | 羽生頼仙   | 村田美樹子        |
| 39   | 1991年 1月7日 | サーカスが来た!             | 影山由美            | 加戸誉夫       | 加戸誉夫   | 近永早苗          |
| 40   | 1月14日       | レッツシングwithバード      | 柏木京子            | 鈴木敏明       | 鈴木敏明   | 小森高博          |
| 41   | 1月21日       | 雪のラビリンス              | アミノテツロー      | 吉田健次郎     | 吉田健次郎 | 山内則康          |
| 42   | 1月28日       | 不思議の街のアリスたちPART1 | 首藤剛志            | アミノテツロー | 村山靖     | 村田美樹子        |
| 43   | 2月4日        | 不思議の街のアリスたちPART2 | 首藤剛志            | アミノテツロー | 藤本義孝   | 小森高博          |

### 備考
- 3話のタイトルは、本放送時に誤って「おもちゃのロフト」とテロップされ放送された。また、この時タイトルの文字が活字調になっていた。なお、その後に発売されたビデオ・LD・DVDやインターネット有料配信では修正され、タイトル画面の文字も通常使用されている書体に戻り、背景も差し替えられた。このミスは、3話収録時にかないみかが間違えてシナリオ段階での仮タイトルである「おもちゃのロフト」と言ってしまったために起こったミスである[8]。
- OP・ED共に歌詞テロップは無し。4話からオープニング主題歌内のテロップの位置が一部変更された。該当のテロップがようこの顔に重なっていたものを修正したものと推測される。

## 放送局
放送系列は放送当時、放送日時は個別に出典が提示されてあるものを除き、1990年12月中旬 - 1991年1月上旬時点のものとする。
| 放送地域       | 放送局         | 放送日時                                                                | 放送系列       | 備考                                                             |
| -------------- | -------------- | ----------------------------------------------------------------------- | -------------- | ---------------------------------------------------------------- |
| 岡山県・香川県 | テレビせとうち | 月曜 18:00 - 18:30                                                      | テレビ東京系列 | 制作局                                                           |
| 北海道         | テレビ北海道   | 月曜 18:00 - 18:30                                                      | テレビ東京系列 |                                                                  |
| 関東広域圏     | テレビ東京     | 月曜 18:00 - 18:30                                                      | テレビ東京系列 |                                                                  |
| 愛知県         | テレビ愛知     | 月曜 18:00 - 18:30                                                      | テレビ東京系列 |                                                                  |
| 大阪府         | テレビ大阪     | 月曜 18:00 - 18:30                                                      | テレビ東京系列 |                                                                  |
| 青森県         | 青森放送       | 日曜 6:00 - 6:30                                                        | 日本テレビ系列 | 1993年12月頃に放送。本放送時はテレビ朝日系列とのクロスネット局。 |
| 岩手県         | 岩手放送       | 土曜 6:00 - 6:30                                                        | TBS系列        | 現・IBC岩手放送。                                                |
| 山形県         | 山形テレビ     | 火曜 16:30 - 17:00                                                      | フジテレビ系列 |                                                                  |
| 宮城県         | 仙台放送       | 水曜 16:00 - 16:30                                                      | フジテレビ系列 |                                                                  |
| 福島県         | 福島テレビ     | 木曜 16:00 - 16:30（第24話まで）→ 木曜 16:30 - 17:00（第25話から）      | フジテレビ系列 |                                                                  |
| 新潟県         | 新潟総合テレビ | 月曜 17:00 - 17:30（1990年9月中旬 - 10月上旬時点） → 月曜 16:50 - 17:20 | フジテレビ系列 | 現・NST新潟総合テレビ。                                          |
| 石川県         | 石川テレビ     | 火曜 16:10 - 16:36                                                      | フジテレビ系列 | 1990年4月10日から1991年2月12日まで放送。                         |
| 岐阜県         | 岐阜放送       | 火曜 19:00 - 19:30                                                      | 独立局         |                                                                  |
| 三重県         | 三重テレビ     | 水曜 17:00 - 17:30                                                      | 独立局         |                                                                  |
| 奈良県         | 奈良テレビ     | 金曜 18:30 - 19:00                                                      | 独立局         |                                                                  |
| 広島県         | テレビ新広島   | 月曜 16:30 - 17:00                                                      | フジテレビ系列 |                                                                  |
| 山口県         | テレビ山口     | 木曜 17:30 - 18:00                                                      | TBS系列        |                                                                  |
| 長崎県         | テレビ長崎     | 水曜 16:30 - 17:00                                                      | フジテレビ系列 | 1990年9月までは日本テレビ系列とのクロスネット局。                |
| 熊本県         | テレビ熊本     | 月曜 16:30 - 17:00                                                      | フジテレビ系列 |                                                                  |

## 映像ソフト

### ビデオソフト
1. 「ようこそIN公園通り」（1 - 5話収録、1990年9月1日発売、ソニー・ミュージックエンタテインメント）
2. 「すてきなハンズロフト」（6 - 10話収録、1990年9月1日）
3. 「スペイン坂の雨」（11 - 15話収録、1990年11月1日）
4. 「小さな星空の奇跡」（16 - 20話収録、1990年11月1日）
5. 「歌え!走れ!グランプリ」（21 - 25話収録、1991年2月1日）
6. 「ガラスの中のアイドル」（26 - 30話収録、1991年2月1日）
7. 「月の輝く夜に」（31 - 36話収録、1991年3月21日）
8. 「不思議の街のアリスたち」（37 - 43話収録、1991年3月21日）

### レーザーディスク
- アイドル天使ようこそようこ　TVシリーズ全話LD BOXセット(1993年12月25日発売、ソニー・ミュージックエンタテインメント)
  - 特典のかないみかボーカルCDは放送後の再録音。

### DVD
- アイドル天使ようこそようこ DVD-BOX（1999年12月10日発売、ムービック） MABW-9002
  - アニメイト通販のみの特典でドラマCDが追加。本体特典のかないみかボーカルCDは放送後の再録音。
- 以下、DVD単体販売（特典なし）
  1. （1 - 6話収録、2000年5月26日発売）
  2. （7 - 12話収録、2000年5月26日）
  3. （13 - 18話収録、2000年6月23日）
  4. （19 - 23話収録、2000年6月23日）
  5. （24 - 28話収録、2000年7月25日）
  6. （29 - 33話収録、2000年7月25日）
  7. （34 - 38話収録、2000年8月25日）
  8. （39 - 43話収録、2000年8月25日）

## CD・書籍

### CD
主題歌を含めた田中陽子名義のCDについては（田中陽子 (タレント)#シングル）の項を参照。
- アイドル天使「ようこそようこ」サウンドトラック（1991年1月30日発売、ポニーキャニオン） PCCA-00222
  - ボーカル8曲とBGMより構成。ただし水谷優子の1曲を除き担当声優の歌はなし。
- アイドル天使ようこそようこ〜Must Be In Shibuya〜（1992年11月21日、日本クラウン） CRCP-20052
  - かないみかのボーカル8曲とナレーションで構成。
  - 放送時の歌はBGMに歌詞を付けるなど、かないみかの音域に必ずしも合ったものでは無かったため、このCDでは全曲アレンジし直した。
  - 本作のファンだったCD制作会社のディレクターが、パソコン通信で知り合った有志と協力し合い企画制作されたCDである。

### 書籍
- 『レジェンドオブアイドル 田村えり子＋田中ようこ（LEGEND OF IDOL "ERIKO & YOKO"）』バンダイ〈BANDAI B-CLUB SPECIAL〉、1992年12月15日、137頁。ISBN 4-89189-195-5。 - A4版144p、カバー付
  - 前番組の『アイドル伝説えり子』と共同で編集されたムック。